# Калитвинцев, Владислав Юрьевич
Владисла́в Ю́рьевич Кали́твинцев (укр. Владислав Юрійович Калітвінцев; род. 4 января 1993, Москва) — украинский футболист, полузащитник клуба «Металлист 1925». Много лет находился в составе киевского «Динамо», выступал за юношеские и молодёжную сборные Украины. Сын Юрия Калитвинцева, футболиста и тренера.

## Карьера
Воспитанник киевского футбола. Начал заниматься футболом в команде «Евробис», позднее перешёл в ДЮФШ «Динамо» имени Валерия Лобановского.
Дебютировал в «Динамо-2» 17 апреля 2009 в матче «Динамо-2» — «Закарпатье» (1:1), в «Динамо» — 9 мая 2010 в матче «Динамо» — «Металург» (Запорожье) (3:0). Является самым молодым футболистом (17 лет и 4 месяца) «Динамо», дебютировавшим в чемпионате Украины.
За «Динамо-2» в первой лиге провёл 13 матчей, забил 2 мяча. В молодёжном первенстве за «Динамо» провёл 15 игр, забил 7 мячей. В чемпионате Украины за «Динамо» провёл 4 матча.
17 февраля 2014 года в 22 часа вечера в районе улицы Институтской в Киеве, в день возвращения с предсезонного командного сбора в Испании, был избит неизвестными.
23 июня 2015 года одесский «Черноморец» объявил об аренде Калитвинцева у «Динамо». 7 декабря ввиду завершения срока аренды вернулся в «Динамо». Однако продолжил выступать за «моряков» и во 2-й половине сезона 2015/16, став в итоге лучшим бомбардиром команды в сезоне, забив 5 голов в 22 матчах.
24 января 2019 года стало известно, что Калитвинцев получил статус свободного агента, досрочно покинув «Динамо», контракт с которым был действителен ещё 1,5 года.
1 марта 2019 года стало известно, что Калитвинцев подписал контракт до окончания сезона 2018/2019 с клубом «Арсенал-Киев».

### Сборная
В сентябре 2021 года Александром Петраковым был включён в резервный список сборной Украины

## Достижения

### Командные
«Динамо» (Киев)
- Чемпион Украины (2): 2014/15, 2015/16
- Обладатель Кубка Украины (2): 2013/14, 2014/15

Сборная Украины (до 21 года)
- Обладатель Кубка Содружества: 2014

### Личные
- В списках лучших футболистов Украины[укр.]: 2015 — № 3 (правый полузащитник)